# Bakryłowo
Bakryłowo (ros. Бакрылово) – wieś w Rosji, w rejonie ust-kubińskim obwodu wołogodzkiego. W 2010 r. liczyła 11 mieszkańców.